# VuFind
VuFind est un outil de découverte de bibliothèque. Développé par l'Université Villanova aux États-Unis comme outil de découverte libre, il fournit à l'utilisateur une interface de recherche simple et peut remplacer un traditionnel OPAC (Online Public Access Catalogue) ou même combiner plusieurs OPAC et plusieurs ressources.
La première version est sortie le 15 juillet 2010. L'outil est développée autour de connecteurs vers les principaux OPAC du marché.

## Caractéristiques techniques
- Langage : PHP
- Outil d'indexation : Apache Solr

## Fonctionnalités
Une version antérieure (0.8.2)  incluait les fonctionnalités de base suivantes.

### Recherche
- Recherche à facettes avec possibilité de supprimer les valeurs de facettes sélectionnées
- Recherche avancée avec logique booléenne et restriction à la langue, au type de support et à la signature
- Tri des résultats de recherche par pertinence ou par d'autres attributs tels que le nom de l'auteur, la signature, l'année de publication, le titre

### Affichage
- Emplacement et disponibilité dans la liste des résultats de la recherche via une requête intégrée non bloquante (AJAX) d'un système de bibliothèque local (ILS)
- Titres similaires au titre sélectionné
- Localisation (multilinguisme) et URL stables

### Actions
- Fonctionnalités Web 2.0 telles que les favoris, les balises et les commentaires
- Publication de diverses références bibliographiques et importation dans des logiciels de gestion bibliographique

Les versions les plus récentes de VuFind fournissent un accès normalisé aux systèmes de bibliothèque propriétaires via le compte de disponibilité de média DAIA ouvert et le compte PAON (Patrons Account Information API) pour la connectivité de compte utilisateur. De plus, un certain nombre de pilotes ILS spécifiques sont inclus dans VuFind. Pour la liaison avec les ressources électroniques, la norme OpenURL peut être entre autres être utilisée comme résolveur de liens.

## Utilisateurs
VuFind appartient en tant qu'outil de découverte sous licence libre et gratuite GPL aux systèmes de recherche fréquemment utilisés dans les bibliothèques et les systèmes composés. Le wiki du projet répertorie environ deux cents entrées d'installations.  Parmi eux, par exemple, Swissbib, ainsi qu'une offre de recherche sur une partie des stocks de licences nationaux en Allemagne. De nombreuses bibliothèques universitaires saxonnes mettent en œuvre conjointement le projet " finc " et exploitent des installations VuFind.  De plus, VuFind est utilisé pour le fonctionnement du moteur de recherche à accès ouvert Bielefeld Academic Search Engine (BASE).  Certains services d'information spécialisés pour la science reposent sur VuFind, par exemple adlr.link ou béluga de la Bibliothèque universitaire de Hambourg . 
Depuis 2012, la communauté germanophone de VuFind se réunit chaque année pour échanger des expériences et des idées concernant l'utilisation et le développement ultérieur de VuFind.
Au 15 novembre 2013, plus de 120 utilisateurs sont déclarés sur le site officiel du projet.

### Utilisateurs français
- Université Catholique de l'Ouest (Angers), mise en œuvre par la société Tamil, novembre 2013
- Université de Nantes, en lien avec un SIGB Horizon[7]
- Université d'Orléans, interfacé avec le SIGB Horizon (SirsiDynix), mise en œuvre par la société Tamil en 2019.
- Médiathèque de Desvres
- Bibliothèque de Quévert
- BM de Charleval de Provence